# Wim Hofker
Willem Gerard Hofker (Den Haag, 2 mei 1902 - Amsterdam, 30 april 1981) was een Nederlands kunstenaar; hij was etser, graficus, schilder en tekenaar.
Willem Hofker was bekend om zijn Balinese landschappen en afbeeldingen van Balinese danseressen. Hij maakte ook veel portretten, stillevens, landschappen en afbeeldingen van paarden. Hij was leerling geweest op de Rijksakademie van beeldende kunsten in Amsterdam en won in 1922 de Cohen Gosschalkprijs.
In 1936 vertrok hij met zijn vrouw, kunstenares Maria Hofker-Rueter, naar Nederlands-Indië waar hij op Bali terechtkwam en waar een groot deel van zijn werk tot stand is gekomen. Vanwege de Japanse bezetting kwamen beiden gescheiden van elkaar in een kamp terecht. Na de overgave van Japan gingen zij in 1946 weer naar Nederland en vestigden zij zich in Amsterdam.